# Saint-Clair-de-la-Tour
Saint-Clair-de-la-Tour är en kommun i departementet Isère i regionen Auvergne-Rhône-Alpes i sydöstra Frankrike. Kommunen ligger i kantonen La Tour-du-Pin som tillhör arrondissementet La Tour-du-Pin. År 2022 hade Saint-Clair-de-la-Tour 3 526 invånare.

## Befolkningsutveckling
Antalet invånare i kommunen Saint-Clair-de-la-Tour
Referens:INSEE